# 10001 Палермо
10001 Палермо (10001 Palermo) — астероїд головного поясу, відкритий 8 жовтня 1969 року.
Тіссеранів параметр щодо Юпітера — 3,517.
Його назва була обрана на честь міста Палермо з нагоди двохсотріччя відкриття першої карликової планети, 1 Церера, італійським астрономом Джузеппе Піацці, який стався в обсерваторії Палермо.